# Garrulaxe d'Elliot
Trochalopteron elliotii
Espèce
Synonymes
- Garrulax ellioti (J. P. Verreaux, 1871)[1]
- Garrulax elliotii (J. P. Verreaux, 1871)[1]

Statut de conservation UICN

 LC  : Préoccupation mineure
Le Garrulaxe d'Elliot (Trochalopteron elliotii) est une espèce d'oiseaux de la famille des Leiothrichidae.

## Systématique
L'espèce Trochalopteron elliotii a été décrite pour la première fois en 1870 par l'ornithologue français Jules Verreaux (1807-1873),.

## Répartition
Son aire s'étend à travers le centre de la Chine et le Nord du Yunnan.

## Liste des sous-espèces
Selon NCBI (14 mai 2022) :
- sous-espèce Trochalopteron elliotii elliotii J. P. Verreaux, 1871[1]
- sous-espèce Trochalopteron elliotii przewalskii Menzbier, 1887[1]

## Publication originale
- J. Verreaux, « Notes sur les espèces nouvelles d'oiseaux recueillis par M. l'Abbé Armand David dans les montagnes du Thibet chinois », Nouvelles archives du muséum d'histoire naturelle, Paris, L. Guérin et Cie, vol. 6, no 7,‎ 1871, p. 33-40 (ISSN 0766-7248 et 3040-861X, OCLC 5711918, BNF 32826392, lire en ligne).